# Леуварден
Леуварден (на нидерландски: Leeuwarden; на фризийски: Ljouwert) е град в Нидерландия, столица на провинция Фризия и административен център на едноименната община. Община Леуварден има население от 122 415 жители (по приблизителна оценка от януари 2018 г.). Леуварден е един от единадесетте исторически фризийски града. Официален статут на град получава през 1435. Леуварден е бил разположен на бреговете на залива Миделзе, който в края на 15 век е засипан със земя, за да осигури повече обработваеми площи.

## Административно деление
Леуварден се състои от 24 административни единици, сред които квартали, предградия и прилежащи села:
| - Ахтер де Хувен - Алдлан - Билгард - Биненстад - Блитсерд - Валерюсвартир - Вестейнде - Виленполе - Вирдум/Свихум - Витгард - Влитзоне - Восепарквейк - Гоутум - Зюдербурен |  | - Камингхабурен - Лекум/Трансваал/Вогелвейк - Нейлан - Олдегалилеен/Блуменбурт - Ораниевейк - Схепенбурт - Техум - Тйерк Хидес/Камбурстерхук - Фрейхейдсвейк - Хехтерп/Схиринген - Хемпенс-Тернс - Хюзум-ост - Хюзум-вест |

## Личности
- Мата Хари – шпионин
- Саския ван Ойленбург – съпруга на Рембранд ван Рейн
- Мориц Корнелис Ешер – художник